# Szásznádas község
Szásznádas község (románul: Comuna Nadeș) község Maros megyében, Romániában. Központja Szásznádas, beosztott falvai Cikmántor, Küküllőmagyarós, Pipe.

## Népessége
A 2011-es népszámlálás adatai alapján a község népessége 2484 fő volt.